# فرجينيا فولكنير
فرجينيا فولكنير (بالإنجليزية: Virginia Faulkner)‏ هي كاتِبة أمريكية، ولدت في 1 مارس 1913، وتوفيت في 1980.

## وصلات خارجية
- فرجينيا فولكنير على موقع IMDb (الإنجليزية)